# Live from Chicago: An Audience with the Queen
Live from Chicago: An Audience with the Queen — концертний альбом американської співачки Коко Тейлор, що вийшов 1987 року на лейблі Alligator. 1988 року альбом був номінований на премію «Греммі» (в категорії «Найкращий альбом традиційного блюзу»).

## Про альбом
Альбом був записаний з 8 по 10 січня 1987 року під час виступів в клубі «FitzGerald's» в Бервіні, штат Іллінойс. На них співачці акомпанує її гурт, The Blues Machine, до складу якого увійшли гітаристи Едді Кінг і Майкл «Містер Динаміт» Робінсон, басист Джеррі Мерфі і барабанщик Клайд «Янгблад» Тайлер-молодший. Тейлор виконує 8 пісень, зокрема блюзові стандарти «Let the Good Times Roll» і «Wang Dang Doodle» (свій хіт 1965 року, написаний Віллі Діксоном), а також «I'm a Woman» (рімейк пісні «I'm a Man» Бо Діддлі), «I'd Rather Go Blind» Етти Джеймс, «Going Back to Iuka» Альберта Кінга та ін.
1987 року альбом вийшов на LP на лейблі Alligator, продюсерами якого стали Брюс Іглауер, Коко Тейлор і Роберт «Попс» Тейлор. На CD виданні були додані дві додаткові пісні «Find a Fool, Bump Her Head» Деніз Ласаль і «I Cried Like a Baby» Неппі Брауна.
1988 року на 30-й церемонії нагородження премії «Греммі» альбом був номінований в категорії «Найкращий альбом традиційного блюзу»). Ця номінація стала 6-ю для співачки на премію «Греммі».

## Реакція критиків
Оглядач AllMusic Білл Даль в своїй рецензії поставив Live from Chicago: An Audience with the Queen оцінку 3 з 5, написавши, що «на жаль, єдиний на сьогоднішній день записаний в США концертний альбом Коко Тейлор був із не найсильнішим складом її гурту, The Blues Machine, чия гра могла б продемонструвати набагато більше витонченості та розмаху, ніж тут. Однак, цей сет демонструє яскравий портрет королеви чиказького блюзу з гарними інтерпретаціями «Wang Dang Doodle», «I'm a Woman» і «Let the Good Times Roll.»
Billboard написав «Видатний запис… виконано сильно, переконливо і на класі. Перемога».

## Список композицій

### Платівка
| Сторона А | Сторона А                            | Сторона А           | Сторона А  |
| #         | Назва                                | Автор               | Тривалість |
| --------- | ------------------------------------ | ------------------- | ---------- |
| 1.        | «Let The Good Times Roll»            | Флісі Мур, Сем Терд | 4:00       |
| 2.        | «I'm a Woman»                        | Еллас Макденіел     | 5:53       |
| 3.        | «Going Back to Iuka»                 | Дон Нікс            | 4:29       |
| 4.        | «The Devil's Gonna Have a Field Day» | Коко Тейлор         | 5:20       |

| Сторона В | Сторона В             | Сторона В                       | Сторона В  |
| #         | Назва                 | Автор                           | Тривалість |
| --------- | --------------------- | ------------------------------- | ---------- |
| 1.        | «Come to Mama»        | Ерл Рендл, Віллі Мітчелл        | 4:54       |
| 2.        | «I'd Rather Go Blind» | Біллі Фостер, Еллінгтон Джордан | 4:30       |
| 3.        | «Let Me Love You»     | Віллі Діксон                    | 4:11       |
| 4.        | «Wang Dang Doodle»    | Віллі Діксон                    | 6:33       |

### Компакт-диск
| CD видання Alligator ALCD 4754 (1987) | CD видання Alligator ALCD 4754 (1987) | CD видання Alligator ALCD 4754 (1987) | CD видання Alligator ALCD 4754 (1987) |
| #                                     | Назва                                 | Автор                                 | Тривалість                            |
| ------------------------------------- | ------------------------------------- | ------------------------------------- | ------------------------------------- |
| 1.                                    | «Let The Good Times Roll»             | Флісі Мур, Сем Тред                   | 4:00                                  |
| 2.                                    | «I'm a Woman»                         | Еллас Макденіел                       | 5:53                                  |
| 3.                                    | «Going Back to Iuka»                  | Дон Нікс                              | 4:29                                  |
| 4.                                    | «The Devil's Gonna Have a Field Day»  | Коко Тейлор                           | 5:20                                  |
| 5.                                    | «Find a Fool, Bump Her Head»          | Деніз Ласаль                          | 4:20                                  |
| 6.                                    | «I Cried Like a Baby»                 | Неппі Браун                           | 5:33                                  |
| 7.                                    | «Come to Mama»                        | Ерл Рендл, Віллі Мітчелл              | 4:54                                  |
| 8.                                    | «I'd Rather Go Blind»                 | Біллі Фостер, Еллінгтон Джордан       | 4:30                                  |
| 9.                                    | «Let Me Love You»                     | Віллі Діксон                          | 4:11                                  |
| 10.                                   | «Wang Dang Doodle»                    | Віллі Діксон                          | 6:33                                  |
| 49:53                                 |                                       |                                       |                                       |

## Учасники запису
- Коко Тейлор — вокал
- Едді Кінг, Майкл «Містер Динаміт» Робінсон — гітара
- Джеррі Мерфі — бас-гітара
- Клайд «Янгблад» Тайлер-молодший — ударні

Технічний персонал
- Брюс Іглауер, Коко Тейлор, Роберт «Попс» Тейлор — продюсери
- Джастін Нібенк, Тімоті Пауелл — звукоінженери; асистент — Марк Гардер
- Джастін Нібенк — мікшування на студії Streeterville Studios, Чикаго, Іллінойс
- Том Койн — мастеринг на студії Frankford/Wayne, Нью-Йорк
- Гілтон Вайнберг — координатор
- Пол Неткін — фотографія [обкладинка]
- Майк Стачник — фотографія [до звороту обкладинки]
- Скіп Вільямсон — дизайн [обкладинка]